# Mizuho (Tóquio)
Mizuho (瑞穂町 Mizuho-machi) é uma cidade japonesa localizada na porção ocidental de Tóquio. Em 10 de janeiro de 2018, a cidade tinha uma população estimada em 32.867 pessoas e a densidade populacional era de 1.951 pessoas por quilometro quadrado. A sua área total é de 16,9 quilômetros quadrados.